# ليو ريتشاردسون
ليو ريتشاردسون (بالإنجليزية: Leo Richardson)‏ هو لاعب كرة قدم بريطاني في مركز الدفاع، ولد في 23 مارس 1989 في ريدنغ في المملكة المتحدة. لعب مع Kicks United FC ‏.

## وصلات خارجية
- ليو ريتشاردسون على موقع قاعدة بيانات كرة القدم.إي يو (الإنجليزية)
- ليو ريتشاردسون على موقع ناشيونال فوتبول تيمز (الإنجليزية)